# Congrégation de l'Annonciation

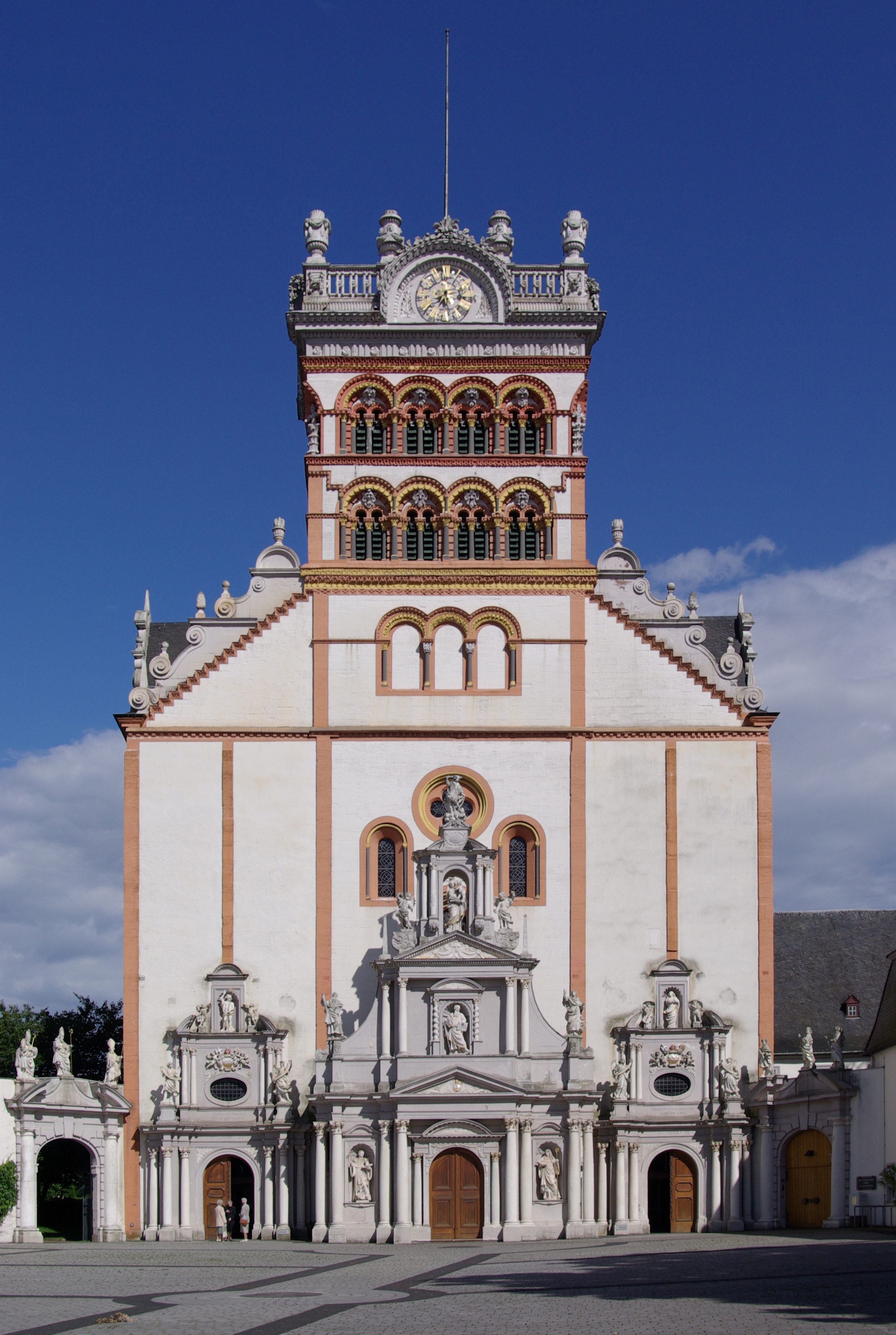
L'abbaye Saint-Matthias de Trèves

La congrégation de l'Annonciation de la Vierge Marie est une union d'abbayes et de maisons bénédictines autonomes formée au sein de la confédération bénédictine en 1920. Elle regroupe actuellement 38 maisons. Son abbaye territoriale, ou archi-abbaye, se trouve à Trèves en Allemagne, et elle est dirigée depuis 2018 par l'abbé-président Maksymilian Nawara (pl).

## Europe

### Allemagne
- Abbaye Saint-Matthias de Trèves (abbaye territoriale), 20 moines
- Prieuré de Huysburg (de) (dépendant de Trèves)

### Belgique et Luxembourg
- Abbaye de Maredsous (1872)

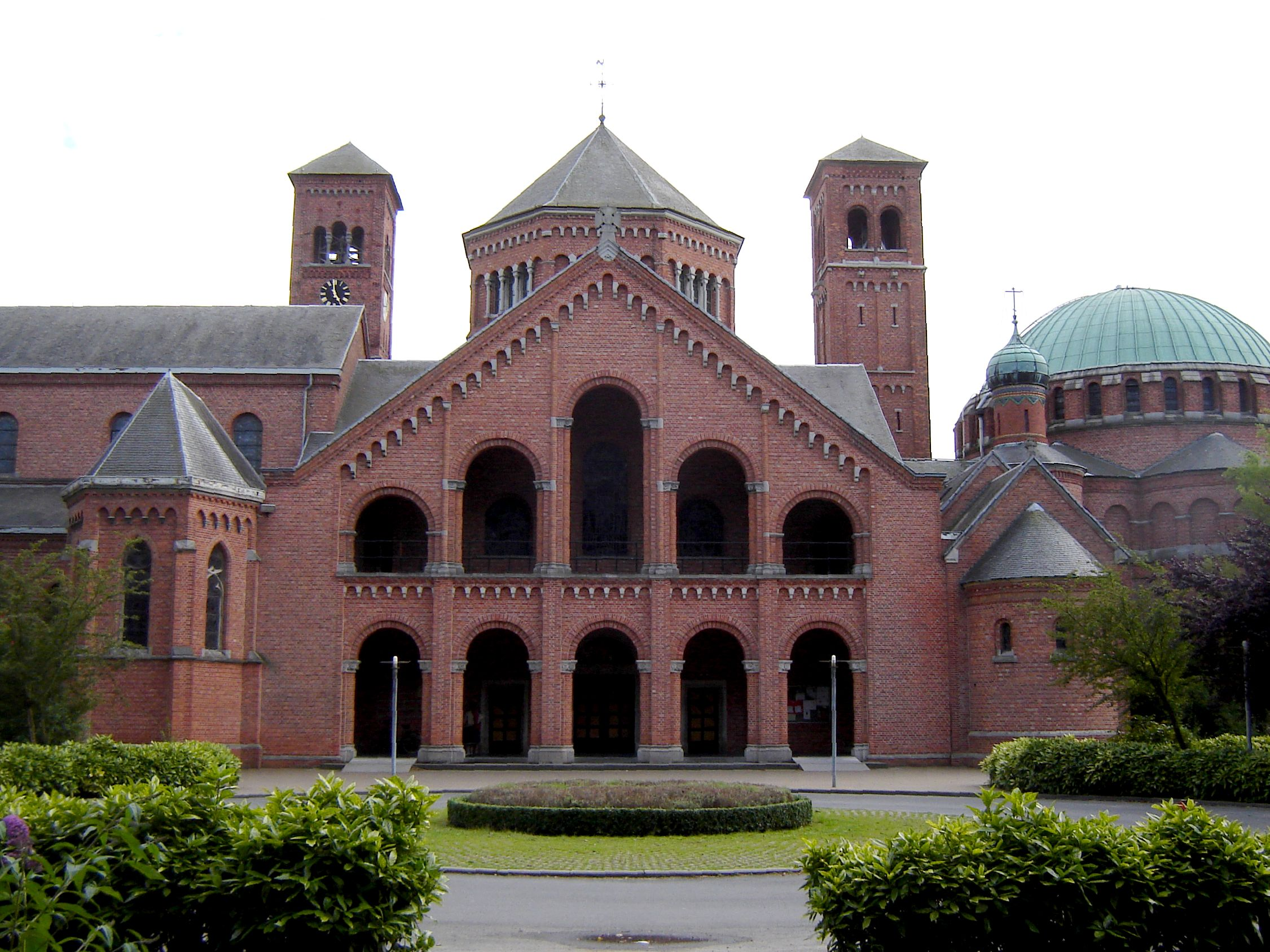
Vue de l'abbaye Saint-André de Zevenkerken

- Abbaye Saint-André de Zevenkerken (1902), 18 moines et 93 oblats séculiers
- Prieuré Saint-Jean-l'Évangéliste de Quévy (dépendant de Trèves) (1969)
- Abbaye de Liège (moniales)
- Prieuré de l'Annonciation de Liège (moniales)
- Abbaye de Maredret (moniales)
- Prieuré de Bruges (moniales)
- Monastère Saint-André de Clerlande (1970) à Ottignies-Louvain-la-Neuve, 25 moines et 18 oblats séculiers
- Prieuré d'Ermeton-sur-Biert (moniales)
- Prieuré d'Hurtebise (moniales) ( province de Luxembourg )
- Monastère de Wavreumont (1950), à Stavelot, 20 moines

### France
- Prieuré Saint-Benoît d'Étiolles (1943)

### Irlande
- Abbaye de Glenstal (de)

### Pays-Bas
- Abbaye d'Egmont

### Portugal
- Abbaye de Singeverga
- Prieuré de Lamego dépendant de l'abbaye de Singeverga
- Maison de Lisbonne dépendant de l'abbaye de Singeverga
- Prieuré de Porto dépendant de l'abbaye de Singeverga

### Pologne

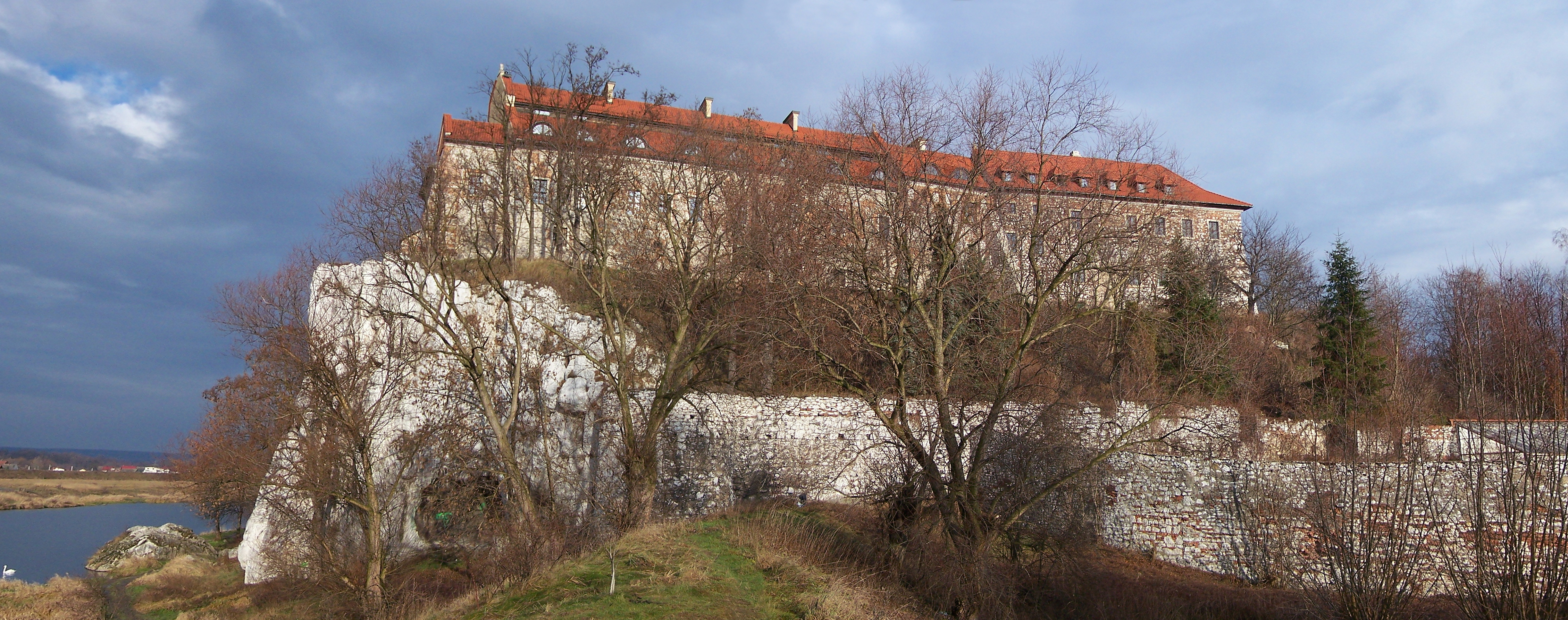
Abbaye de Tyniec

- Abbaye de Tyniec (1044, refondée 1939) 36 moines et un oblat séculier
- Prieuré de Biskupów dépendant de l'abbaye de Tyniec
- Abbaye de Lubin

## Afrique

### Angola
- Maison bénédictine de Huambo dépendant de l'abbaye de Singeverga
- Prieuré de Luena dépendant de l'abbaye de Singeverga

### Congo
- Prieuré de Mambré à Kinshasa dépendant de l'abbaye Saint-André de Clerlande
- Prieuré de Lubumbashi

### Nigéria
- Prieuré d'Ewu-Ishan

### Rwanda
- Prieuré de Gihindamuyaga (fondé par l'abbaye de Maredsous)
- Prieuré de Sovu (moniales)

## Amérique

### États-Unis
- Abbaye de Valyermo (Californie) 24 moines et 400 oblats séculiers

### Guyana
- Maison de Mora Camp (moniales)

### Mexique
- Abbaye d'Ahuatepec (moniales)

### Pérou
- Prieuré de la Résurrection de Chucuito (Puno) dépendant du prieuré de Wavreumont, 11 moines

### Trinité-et-Tobago
- Prieuré de Mount St. Benedict

## Asie

### Inde
- Prieuré d'Asinvanam
- Collège de Kappadu
- Maison de Tamilnadu dépendant de Kappadu